# ケニア・カルカセス
ケニア・カルカセス・オポン（Kenia Carcaces Opón、1986年1月22日 - ）は、キューバの女子バレーボール選手。元キューバ代表。

## 来歴
オルギン出身。キューバ代表のエースアタッカー。2005年にキューバ代表に初選出され、同年のワールドグランプリ2005でデビューした。2006年世界選手権、ワールドカップ2007、北京五輪と国際舞台の経験を積む。
2010年のモントルーバレーマスターズではMVPを受賞し、同年の世界選手権やワールドグランプリ2011ではエースとしてチームを牽引した。
2005年には日本のV・プレミアリーグの久光製薬スプリングスでプレーし、キューバ人独特の跳躍力とパワーで活躍した。2013-14シーズンにスイスリーグのVBCチューリッヒで、2014-15シーズンにはブラジルリーグのオザスコでプレーした。
2017/18シーズンはV・プレミアリーグの上尾メディックスと契約した。
日本で生活した際、茶碗蒸しをプリンと間違えて食べてしまい、それ以降茶碗蒸しが嫌いになった。食生活に慣れず唯一最初に食べられたものはラーメンだった。

## 受賞歴
- 2006年 第12回Vリーグ 敢闘賞、得点王、ベスト6
- 2006年 日韓Vリーグトップマッチ MVP
- 2006年 第55回黒鷲旗全日本バレーボール大会 黒鷲賞、ベスト6
- 2010年 モントルーバレーマスターズ MVP、ベストスコアラー
- 2010年 パンアメリカンカップ ベストスコアラー

## 所属クラブ
- ナショナルチーム （ -2005年）
- 久光製薬スプリングス （2005-2006年）
- ナショナルチーム （2006-2011年）
- VBCチューリッヒ（2013-2014年）
- オザスコ・バレーボールクラブ（2014-2016年）
- VBCチューリッヒ（2016-2017年）
- 上尾メディックス（2017-2018年）
- カザルマッジョーレ（2018-2020年）
- ウェルスプラネット・ペルージャバレー（イタリア語版）（2020-2021年）
- メガバレー（2021-2022年）
- AGILバレー（2022-2023年）
- パナシナイコス（2023-2024年）
- Jakarta BIN（2024年）
- Karşıyaka SK（2024年-）